# 75. sydlige breddekreds
Den 75. sydlige breddekreds (eller 75 grader sydlig bredde) er en breddekreds, der ligger 75 grader syd for ækvator. Den løber gennem Sydlige Ishav og Antarktis.